# 国鉄ホキ1形貨車 (2代)
国鉄ホキ1形貨車（こくてつホキ1がたかしゃ）は、かつて日本国有鉄道（国鉄）に在籍したホッパ車である。

## 概要
1958年（昭和33年）から1961年（昭和36年）にかけ、苗穂工場にてホキ1400形として250両（ホキ1400 - ホキ1649）がセキ600形から改造製作された。
改造目的は、北海道向けバラスト（砕石）散布用貨車を増備することにあった。本形式は営業用の形式を称するが、専ら事業用に使用された。当時既にホキ700形が実用化されていたが、同形式は新製車のため高価格であった。
主な改造内容は2点あり、
- ホッパー炭箱の上部を切り詰める（レール頭面より2,120 mmの位置）
- 台車の一部を改造し輪軸を10 t短軸に取り替える

であった。
ホキ1400形は、1963年（昭和38年）7月26日の称号規程変更によりホキ1形に改められ全車改番された。ホキ1形としては2代目に当たる。ホキ1形（初代）は、同時にホキ3500形へ変更になった。
車体塗色は当初は黒一色であったが、1968年（昭和43年）10月1日ダイヤ改正では高速化不適格車とされて、速度指定65 km/hの「ロ」車となり、記号は「ロホキ」と標記され、識別のため黄色（黄1号）の帯を巻いた。
荷役方式はホッパ上部よりの上入れ、側開き式による取出しであった。
全長は8,710 mm、全幅は2,720 mm、全高は2,420 mm、台車中心間距離は4,900 mm、実容積は18.0 m3、換算両数は積車4.5、空車1.4である。台車は、アーチバー式のTR17であった。
1976年（昭和51年）度に最後まで在籍した車が廃車になり、形式消滅した。

## ホキ1400形年度別製造数
各年度による改造工場と両数は次のとおりである。
- 1958年（昭和33年度）苗穂工場 50両
- 1959年（昭和34年度）苗穂工場 50両
- 1960年（昭和35年度）苗穂工場 50両
- 1961年（昭和36年度）苗穂工場 50両